# Бай Лу
Бай Мен Ян (англ. Bai Meng Yan, кит.: 白梦妍), відома під сценічним псевдонімом Бай Лу (кит.: 白鹿), китайська акторка, модель та співачка, яка переважно працює в індустрії китайської телевізійної драми. Бай Лу почала свою акторську кар'єру в 2016 році і з того часу знялася у багатьох популярних драмах. Вона відома своїми природними акторськими здібностями та веселою персоною поза кадром. Найбільш відома своїми ролями у фільмах «Легенди», «Любов солодка», «Одна і єдина» та «Назавжди і навіки».

## Раннє життя
Бай Лу народилася як Бай Мен Ян 23 вересня 1994 року в Чанчжоу, Цзянсу .
У 2010 році вона вступила на спеціальність «Іноземна мова» в Технічному інституті туризму та торгівлі Чанчжоу. Вона любить читати і має елегантний стиль письма. За підтримки вчителя вона взяла участь у конкурсі есе провінції Цзянсу та посіла перше місце. Крім того, вона також дебютувала як сценаристка шкільної драми на психосоціальні теми.
У 2012 році Бай Лу взяла участь у закордонному прослуховуванні SM Entertainment, але не пройшов. Після закінчення спеціальності в 2015 році вона почала працювати графічної моделлю для Taobao. Зняла фільм для журналу «Літературний стиль» і вперше з'явилася на обкладинці його квітневого випуску. У тому ж році Бай Лу почала кар'єру актриси та знялася в короткометражному фільмі《遇见你这么美好的事情》- Meeting You Is Take A Thing, створеному студією Cat's Tree. Згодом вона також зіграла в ролі головної героїні ще кількох короткометражних фільмів того ж виробництва, які набули популярності в Інтернеті.
У липні 2016 року Бай Лу знявся у фільмі Ровера Лу «Liu Yan» — Message як головний герой.

## Кар'єра

### 2016—2018: Початок кар'єри
У 2016 році Бай підписала контракт із розважальною компанією Юй Чжен Huanyu Film. Потім вона знялася у своєму першому телесеріалі Чжаоге". Вона грала знатну даму.
У 2017 році Бай знялася в історичному комедійному телесеріалі Королю не легко, це її перша головна роль. Того ж року її взяли на головну жіночу роль у фантастичній драмі «Король мавп: Країна краси» .
У 2018 році Бай знялася в історичній романтичній драмі « Недоторканні коханці», зігравши в серіалі подвійну роль — генерала (Хоу Сюань) і наложниці принца (Ле Юнь). За свій виступ вона була нагороджена нагородою «Новачок» на Карнавалі зірок iQiyi.

### 2019— нині: зростання популярності
У 2019 році Бай знялася в драмі сянься "Легенди " разом із Сю Каєм, де її роль владної демонеси отримала позитивні відгуки. У тому ж році вона знялася в молодіжній військовій драмі « Військова академія Арсенал» і комедійно-любовній драмі «Перше кохання Лакі» . Вона також зіграла в історичній романтичній драмі Цзю Лю Повелитель разом з Лай І.
У 2020 році Бай знявся в романтичній драмі на робочому місці « Любов солодка» разом із Луо Юньсі, зігравши ідеалістичного, але розумного фінансового аналітика.
У 2021 році Бай знявся в Один і єдиний назавжди.

## Фільмографія

### Телесеріали
| Рік          | Англійська назва              | Китайська назва  | Роль                         | Примітки/Посил. |
| ------------ | ----------------------------- | ---------------- | ---------------------------- | --------------- |
| 2017         | Король непростий              | 大王不容易       | Да Сі                        | [ 5 ]           |
| 2018         | Недоторканні коханці          | 凤囚凰           | Хо Сюань / Ле Юн             | [ 7 ]           |
| 2019         | Легенди                       | 招摇             | Лу Чжаояо                    | [ 9 ]           |
| 2019         | Військова академія «Арсенал». | 烈火军校         | Се Сян / Се Лян Чен          | [ 10 ]          |
| 2019         | Перше кохання Лакі            | 世界欠我一个初恋 | Сін Юн                       | [ 11 ]          |
| 2020         | Любов солодка                 | 半是蜜糖半是伤   | Цзян Цзюнь                   | [ 13 ]          |
| 2020         | Цзю Лю Повелитель             | 九流霸主         | Лонг Аої                     | [ 12 ]          |
| 2021         | Пісня молодості               | 玉楼春           | Лінь Шаочунь                 | [ 14 ]          |
| 2021         | Один і Єдиний                 | 周生如故         | Цуй Шії                      | [ 15 ]          |
| 2021         | Навіки вічні                  | 一生一世         | Ши І                         | [ 16 ]          |
| 2021         | Війська аса                   | 王牌部队         | Ху Ян                        | [ 17 ]          |
| 2022         | Звичайна велич                | 警察荣誉         | Ся Цзе                       | [ 18 ]          |
| В очікуванні | До кінця місяця               | 长月烬明         | Лі Су Су / Є Сі Ву / Сан Цзю | [ 19 ]          |
| В очікуванні | Історія палацу Куннінг        | 宁安如梦         | Цзян Сюе Нін                 | [ 20 ]          |
| В очікуванні | До кінця місяця: S2           | 月照千峰         | Лі Су Су / Є Сі Ву / Сан Цзю |                 |
| В очікуванні | Тільки для любові             | 以爱为营         | Чжен Шу І                    | [ 21 ]          |

### Короткометражні фільми
| Рік  | Англійська назва                  | Китайська назва                          |
| ---- | --------------------------------- | ---------------------------------------- |
| 2015 | Зустрітися з тобою — це так добре | 遇见你这么美好的事情                     |
| 2016 | У цьому світі немає жартів        | 世界上没有所谓的玩笑，玩笑都有认真的成分 |
| 2016 | Цієї зими ви закохалися?          | 这个冬天，你恋爱了吗                     |
| 2016 | Що ти чекаєш від мене             | 你还要我怎样                             |

### Кліпи
| Рік  | Англійська назва | Китайська назва | Художник | Роль            | Примітки/Посил. |
| ---- | ---------------- | --------------- | -------- | --------------- | --------------- |
| 2016 | Повідомлення     | 留言            | Ровер Лу | Головна героїня | [ 22 ]          |

## Дискографія

### Сінгли
| Нік  | Англійська назва               | Китайська назва      | Альбом                                          | Примітки/Посил. |
| ---- | ------------------------------ | -------------------- | ----------------------------------------------- | --------------- |
| 2017 | «Підлеглий приймає наказ»      | 小的听令             | King is Not Easy OST                            | [ 23 ]          |
| 2018 | «Казка про двох феніксів»      | 凤囚凰               | Недоторканні коханці OST                        | [ 24 ]          |
| 2019 | «Вхід у мрію»                  | 入梦                 | Військова академія Арсенал ОСТ                  | з Сюй Кай       |
| 2019 | «Хочу бути з тобою»            | 想和你一起           | Перша любов Лакі OST                            | [ 26 ]          |
| 2021 | «Фіолетова шпилька»            | 紫钗记               | Пісня молодості ост                             |                 |
| 2021 | «Серцебиття»                   | 心动                 | Назавжди і назавжди OST                         | [ 27 ]          |
| 2021 | «Мій цукор»                    |                      | Дебютний сингл Bai Lu до 5-ї річниці народження | [ 28 ]          |
| 2022 | «Литаючий Всесвіт»             | 漂浮宇宙             | Non-Album Single                                | [ 29 ]          |
| 2022 | «Чи бачив ти маленького оленя» | 你有没有看见一只小鹿 | Non-Album Single                                | [ 30 ]          |

## Нагороди та номінації
| Рік  | Нагорода                                                    | Церемонія                            | Номінована робота                                                       | Результати | посилання |
| ---- | ----------------------------------------------------------- | ------------------------------------ | ----------------------------------------------------------------------- | ---------- | --------- |
| 2017 | 11-а нагорода Tencent Video Star Awards                     | Найбільш багатообіцяюча нова актриса |                                                                         | Перемога   | [ 31 ]    |
| 2018 | 7-й Карнавал зірок iQiyi                                    | Нагорода новачка                     |                                                                         | Перемога   | [ 8 ]     |
| 2019 | 6 -та церемонія вручення премії «Актори Китаю».             | Найкраща актриса (веб-серіал)        | Військова академія «Арсенал».                                           | Номінація  | [ 32 ]    |
| 2019 | StarHub Night of Stars 2019                                 | Найбільш перспективна актриса        | Військова академія «Арсенал».                                           | Перемога   | [ 33 ]    |
| 2019 | Golden Bud — Четвертий мережевий кіно-телефестиваль         | Найкраща жіноча роль                 | Легенди, Військова академія Арсенал, Перше кохання Лакі                 | Номінація  | [ 34 ]    |
| 2019 | 8-й Карнавал зірок iQiyi                                    | Найпопулярніша актриса               | Військова академія «Арсенал».                                           | Перемога   | [ 35 ]    |
| 2019 | Weibo TV Series Awards                                      | Топ 10 популярних актрис             | Легенди, Військова академія Арсенал, Перше кохання Лакі                 | Перемога   | [ 36 ]    |
| 2019 | Нагорода за головні новини сьогодні                         | Нова жіноча зірка року               | Н/Д                                                                     | Перемога   | [ 37 ]    |
| 2020 | 7-а церемонія вручення премії «Актори Китаю».               | Найкраща актриса (веб-серіал)        | Н/Д                                                                     | Номінація  | [ 38 ]    |
| 2020 | 2021 iQIYI Scream Night                                     | Популярна актриса року               |                                                                         | Перемога   | [ 39 ]    |
| 2021 | 8-а церемонія вручення нагород Вень Жуна                    | Найкраща молодіжна актриса           |                                                                         | Номінація  | [ 40 ]    |
| 2021 | iQiYi Q Awards 2021                                         | Найпопулярніша актриса               | Один і єдиний (серіал)                                                  | Перемога   | [ 41 ]    |
| 2021 | 34- та церемонія вручення премії Huading                    | Найкраща жіноча роль                 | Один і єдиний (серіал)                                                  | Номінація  | [ 42 ]    |
| 2022 | 7-й Всесвітній вечір китайської культури дипломатів         | Найпопулярніша молода актриса        | Н/Д                                                                     | Перемога   | [ 43 ]    |
| 2022 | Golden Bud — Шостий мережевий кіно-телефестиваль            | Найпопулярніша актриса               | Один і єдиний (телесеріал), Forever and Ever, Song of Youth, Ace Troops | Перемога   | [ 44 ]    |
| 2022 | Китайсько-американський телефестиваль — Golden Angel Awards | Найкраща актриса року                | Навіки вічні                                                            | Перемога   | [ 45 ]    |